# كلود ريمون
كلود ريمون (بالفرنسية: Claude Raymond)‏ (و. 1937  م) هو لاعب كرة قاعدة، ومقدم برامج إذاعية كندي، ولد في سان جان سور ريشليو، مركز لعبه هو مرسل الكرة ‏.

## روابط خارجية
- كلود ريمون على موقع دوري كرة القاعدة الرئيسي (الإنجليزية)
- كلود ريمون على موقعبيزبول رفرنس.كوم (الدوري الرئيسي) (الإنجليزية)
- كلود ريمون على موقعبيزبول رفرنس.كوم (الدوري الثانوي) (الإنجليزية)
- كلود ريمون على موقع مشجعي الرسوم البيانية (الإنجليزية)
- كلود ريمون على موقع قاعة كندا للمشاهير الرياضية (الإنجليزية)
- كلود ريمون على موقع قاعة كيبيك للمشاهير الرياضية (الفرنسية)